# Atomosia mucidoides
Atomosia mucidoides là một loài ruồi trong họ Asilidae. Atomosia mucidoides được Bromley miêu tả năm 1951. Loài này phân bố ở vùng Tân Bắc giới.